# The Blood Brothers
Cet article possède un paronyme, voir Blood Brothers.
The Blood Brothers est un groupe de post-hardcore américain, originaire de Seattle, dans l'État de Washington. Formé en 1997, le groupe se compose, durant son existence, de Johnny Whitney et Jordan Billie au chant, de Morgan Henderson à la basse, de Cody Votolato à la guitare, et de Mark Gajadhar à la batterie. Le groupe se sépare officiellement en novembre 2007, et ses membres se dirigent tous désormais vers d'autres projets. Le groupe se réunit uniquement pour quelques concerts au FYF Fest en 2014.

## Biographie

### Débuts (1997–2003)

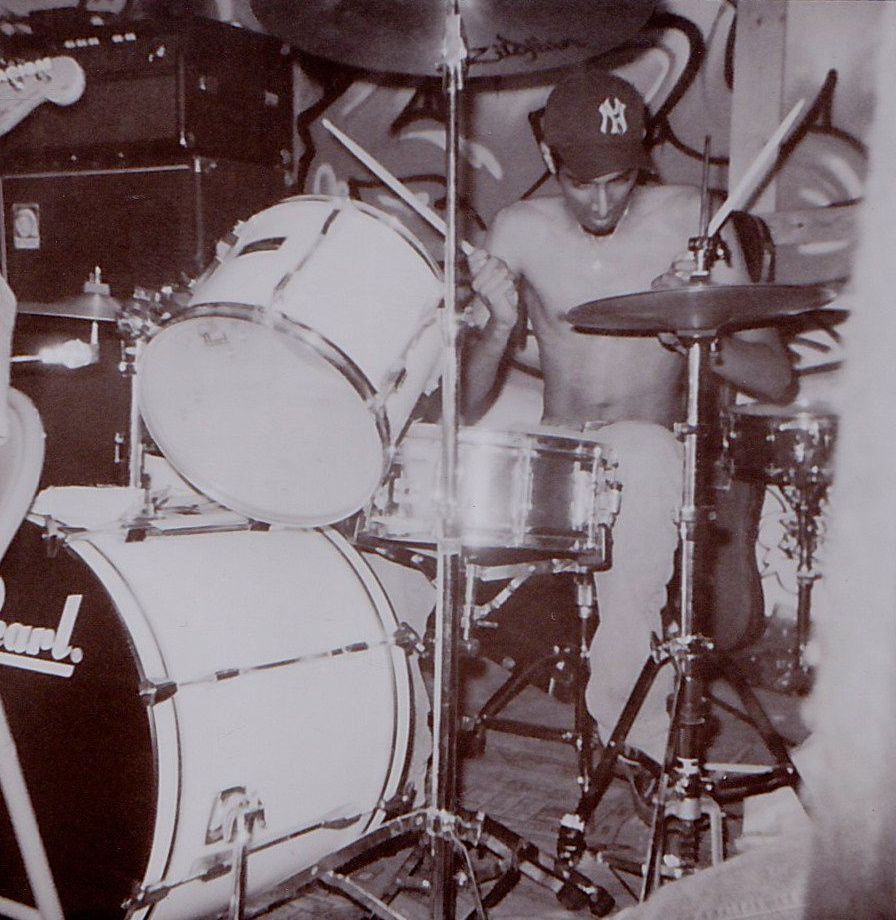
The Blood Brothers vivent dans Bloomington, Indiana, en 2000.

Au départ, les Blood Brothers sont comme beaucoup de groupes, des amateurs cherchant un peu leur style. Étant tous des amis dès l'époque du lycée, ils sont au début amenés à leur premiers concerts par leurs parents. Johnny Whitney se prend un coup de poing en pleine figure par un skinhead lors de leur première tournée. 
Même si depuis le style a beaucoup évolué leur premier album montre un groupe proposant des paroles métaphoriques assez mystérieuses et une volonté assumée d'aborder la musique par son côté le plus chaotique et névrosé. Les deux premiers albums This Adultery is Ripe et March on Electric Children rencontrent un succès d'estime, c'est avec leur troisième album Burn Piano Island, Burn que le groupe passe au niveau supérieur. L'album est produit par Ross Robinson, connu pour avoir propulsé Korn et Limp Bizkit. Il montre néanmoins tout son talent et son intuition avec des groupes comme Glassjaw ou At the Drive-In.
Burn Piano Island, Burn est un disque doté d'une bonne production et de chansons qui, si elles ne rompent pas totalement avec le style des débuts, montrent clairement une évolution avec des morceaux plus posés comme Every Breath is a Bomb ou plus accrocheurs comme Ambulance vs. Ambulance. Le disque est décrié par quelques puristes et fans de la première heures, mais est globalement bien accueilli.

### Crimes(2004–2005)
En 2004 sort l'album Crimes, produit par John Goodmanson, qui représente une évolution majeure dans le style du groupe, pour plusieurs raisons. Le premier aspect qui frappe est inévitablement la voix de Johnny Whitney, haut perchée, féminine, comparée à celle d'un « enfant torturé » par la presse musicale anglo-saxonne. Crimes rompt également au niveau instrumental par l'utilisation de claviers aux sons cheap[Quoi ?], ainsi que par un style de jeu généralement plus lent et plus lourd mais surtout bien plus diversifié qu'avant. Le groupe repousse au loin les limites et ose avec succès un mélange musical.
Aux cris hystériques et tournures chaotiques qui caractérisent le groupe s'ajoute désormais une tonalité générale plus pop et plus « sucrée », comme l'illustre Love Rhymes with Hideous Car Wreck, souvent considéré par le public comme le meilleur single du groupe. On notera également le style « cabaret » sur le titre Live at the Apocalypse Cabaret, ou progressif sur le titre Wolf Party. Crimes marque donc une rupture parce que désormais les Blood Brothers, sans devenir un groupe grand public, sortent définitivement de l'underground, mais aussi car désormais le son du groupe semble porter la griffe de Johnny Whitney, tenant le rôle principal tout le long de l'album et réduisant de fait la présence de Jordan Billie.

### Young Machetes(2006)
Deux ans après Crimes, en 2006, sort Young Machetes produit par Guy Picciotto (ex-Fugazi), le dernier album des Blood Brothers. Il s'agit d'un album paradoxal car par bien des aspects il est l'héritier de Crimes tout en opérant un certain retour aux sources de par le nombre de compositions brutes de décoffrage. Dès le premier titre, l'album comprend un son presque heavy metal, accompagné des parties vocales clairement identifiables de Jordan Billie et Johnny Whitney. Le groupe poursuit ici son exploration musicale, en plus des côtés pop et cabaret acquis dès l'album précédent la palette du groupe s'élargit de titres originaux comme Spit Shine Your Black Clouds proposant un disco entrecoupé de phases franchement mélancoliques, les expérimentaux 1, 2, 3 Guitar et Street Wars/Exotic Foxholes et enfin Giant Swan qui conclut l'album, et ou le groupe montre tout ce qu'il sait faire. 
Au niveau vocal, le registre de Johnny semble moins ambitieux, dans le sens où il ne cherche pas à pousser sa voix aussi loin que sur Crimes, cela étant le déséquilibre entre lui et Jordan Billie s'accentue, dans le sens où ce dernier apparait maintenant presque comme un second chanteur surtout sollicité pour les passages hardcore des compositions. Comme à la période Crimes, la tournée qui suit la sortie de l'album les a amenés aux quatre coins des États-Unis mais également en Europe. Celle-ci semble avoir été difficile pour Johnny Whitney, qui ayant été malade sur une durée de plusieurs concerts (certains ayant été annulé) a eu des difficultés à gérer sa voix et à en obtenir le meilleur. Contrecoup de son omniprésence sur les deux derniers albums la qualité des interprétations en pâtit fortement, même si leur énergie sur scène est toujours manifeste.

### Séparation (2007)
Le 8 novembre 2007, le groupe annonce sur son site officiel la fin de l'aventure. Le groupe Jaguar Love, qui comprend notamment Johnny Whitney et Cody Votolato, sort un album en 2008, intitulé Take Me to the Sea. Le 19 octobre 2009, le label Epitaph Records annonce la réédition des quatre premiers albums du groupe, accompagnés de faces B, chansons live et remixes.
Le groupe se réunit uniquement pour quelques concerts au FYF Fest en 2014.

## Style musical
Le style musical des Blood Brothers traduit beaucoup d'émotion et d'engagement dans son interprétation. Ils s'opposent ouvertement et avec pertinence à la politique du gouvernement Bush qu'ils jugent réactionnaire et dévoué au lobby militaro-industriel, à la peine de mort encore pratiqué dans leur pays, et militent pour le respect de la condition féminine et les droits des animaux (le groupe comportant deux végétariens et un végétalien).

## Discographie

### Albums studio
- 2000 : This Adultery Is Ripe
- 2002 : March on Electric Children
- 2003 : ...Burn, Piano Island, Burn
- 2004 : Crimes
- 2006 : Young Machetes

### EP
- 2003 : Rumors Laid Waste
- 2005 : Love Rhymes with Hideous Car Wreck

### Singles
- 2003 : Ambulance vs. Ambulance
- 2004 : Love Rhymes With Hideous Car Wreck
- 2006 : Laser Life
- 2007 : Set Fire to The Face on Fire

### DVD
- 2003 : Jungle Rules Live
- 2003 : This Is Circumstantial Evidence
- 2004 : The Fest 3